# 번개 할아버지
번개 할아버지는 오바케의 Q 타로의 주연이자 도라에몽의 조연이다. 일본명에서는 카미나리(神成)가 그의 실제 성이다. 그렇기 때문에 화가나시면 엄청나게 소리를 지른다.

## 도라에몽 내 등장
진구와 친구들이 자주 노는 공터 주변에 사는 50대 정도의 아저씨이다. 분재 식물 가꾸기가 취미이다. 도라에몽의 도구로 좋은 분재 식물을 고르고 좋은 분재라고 이름 붙인다.
하지만 도라에몽의 도구, 돌멩이, 야구공, 축구공 등이 담장을 넘고 집 안으로 들어와 유리창을 깨고, 애써 키운 분재 식물이 망가지는 경우가 잦게 발생한다. 그때마다 분노해 엄청나게 큰 소리로 고함을 치신다. 그래서 아이들에게는 흔히 번개 할아버지라고 불리고 있다. 하지만 분재 식물 화분의 위치를 옮기거나 유리창을 보호하는 준비자세는 없다. 보통 아이들이 도망치는 등 비겁한 행동을 할 때 집 앞까지 쫓아가며 호통을 치신다. 반대로 아이들이 진심으로 사과하고 용서를 구할때는 용서한다.
취미로 분재 식물을 가꾸는 것과 함께 장기를 두시는 경우도 있다.
왕진순(비실이의 아버지)는 "번개 할아버지는 누구에게도 지지 않는 것 같다."라고 말씀하신 적도 있다.

### 가족
귀여운 친척 여자 아이 미즈가 있다.

### 대장편 도라에몽에서의 등장
여기서는 2번 등장하지만 모든 도라에몽의 도구를 파괴하는 역할을 맡고 있다.

### 이나즈마
이나즈마는 도라베이스 - 도라에몽 슈퍼 야구 외전에 등장한다.